# Erwin von Lahousen
El Generalmajor Erwin von Lahousen (25 de octubre de 1897 - 24 de febrero de 1955) fue un funcionario de alto rango del Abwehr durante la Segunda Guerra Mundial, así como también un miembro de la resistencia alemana y un actor clave en los intentos de asesinato de Adolf Hitler el 13 de marzo de 1943 y el 20 de julio de 1944.

## Antecedentes
De una familia aristocrática austriaca, Lahousen sirvió en el Ejército austrohúngaro durante la Primera Guerra Mundial. Después de la guerra, se convirtió en miembro de la contrainteligencia austriaca. Sin embargo, después del Anschluss en 1938, los servicios de inteligencia de Austria fueron absorbidos por los de Alemania, y Lahousen se unió al Abwehr, encabezado por el Almirante Wilhelm Canaris.

## Segunda Guerra Mundial
Los dos hombres se llevaron bien, ya que ambos compartían sentimientos antinazis. Lahousen se convirtió en miembro de un círculo de oficiales cuidadosamente seleccionados opuestos a Hitler quienes dirigían la agencia de inteligencia. Canaris lo eligió jefe de la sección II del Abwehr, que dirigía primordialmente los Brandenburgers y el sabotaje.
Lahousen manejó los exitosos aspectos de sabotaje de la invasión de Polonia en septiembre de 1939. Pero debido a que Canaris no dio al sabotaje la prioridad del espionaje, Lahousen ordenó que los agentes destinados a Reino Unido fueran entrenados primordialmente para espionaje, con desastrosos resultados. Los saboteadores que desembarcaron en los Estados Unidos durante la Operación Pastorius en junio de 1942 fueron traicionados al FBI por uno de sus miembros, arrestados, juzgados por un tribunal militar, y ejecutados.
En 1943, Lahousen fue enviado al frente oriental y así escapó de los días finales del Abwehr, que, junto con Canaris, había caído en desgracia. Lahousen después proclamó que él fue quien suministró la bomba usada en el complot de Smolensk (Operación Spark, 13 de marzo de 1943). El intento de asesinato llevado a cabo por Fabian von Schlabrendorff fracasó.
Después del fracaso del intento de asesinato y golpe de Estado (complot del 20 de julio), Claus von Stauffenberg y miles de otros conspiradores acusados, incluido Canaris, fueron ejecutados. Debido a su servicio en el frente, Lahousen escapó. El 19 de julio de 1944 Lahousen fue gravemente herido por un proyectil de artillería.

## Juicios de Núremberg
Después del fin de la guerra, Lahousen voluntariamente testificó contra Hermann Göring y otros 21 enjuiciados en los Juicios de Núremberg en 1945-1946. Lahousen fue el primer testigo de la fiscalía, debido a ser el único superviviente de la 'resistencia del Abwehr'. Entre otras cosas, dio evidencias sobre el asesinato de centenares de miles de prisioneros de guerra soviéticos y de los escuadrones de la muerte de los Einsatzgruppen, quienes asesinaron a más de un millón de judíos en las áreas conquistadas de la Unión Soviética, Polonia y Ucrania.